# New Trombone
New Trombone — дебютний студійний альбом американського джазового тромбоніста Кертіса Фуллера, випущений у 1957 році лейблом Prestige.

## Опис
Свій дебютний альбом тромбоніст Кертіс Фуллер випустив як соліст на лейблі Prestige Records в 1957 році у віці 22 років. У записі з ним взяли участь альт-саксофоніст Ред Кайнер (також відомий як Сонні Ред), піаніст Генк Джонс, контрабасист Дуг Воткінс і 20-річний ударник Луї Гейз (який залишив Детройт улітку 1956 року і приєднався до квінтету Гораса Сільвера); Джонс, Воткінс і Гейз — усі родом з Мічигану. Запис відбувся 11 травня 1957 року на студії Van Gelder Studio в Гекенсеку (Нью-Джерсі). Для Гейза це була дебютна сесія на Prestige.
Перша сторона платівки складається з композицій «Vonce #5» і 10-ти хвилинної «Transportation Blues». Другу сторону відкриває блюз Кертіса Фуллера під назвою «Blue Lawson» (названий на честь Г'ю Лоусона — детройтського піаніста, учасника гурту Юсефа Латіфа). Далі — приваблива балада «Namely You» із мюзиклу «Маленький Ебнер», за якою слідує «What Is This Thing Called Love?» Коула Портера.

## Список композицій
1. «Vonce #5» (Кертіс Фуллер)  — 7:44
2. «Transportation Blues» (Кертіс Фуллер)  — 8:21
3. «Blue Lawson» (Кертіс Фуллер) — 6:54
4. «Namely You» (Джин ДеПол, Джонні Мерсер)  — 9:28
5. «What Is This Thing Called Love?» (Коул Портер)  — 6:30
6. *"Alicia" (Кертіс Фуллер)  — 5:12 [бонус-трек]

## Учасники запису
- Кертіс Фуллер — тромбон
- Ред Кайнер — альт-саксофон
- Генк Джонс — фортепіано
- Дуг Воткінс — контрабас
- Луї Гейз — ударні

Технічний персонал
- Боб Вейнсток — продюсер
- Руді Ван Гелдер — інженер звукозапису
- Есмонд Едвардс — фотографія обкладинки
- Айра Гітлер — текст до платівки